# Alsea (taal)

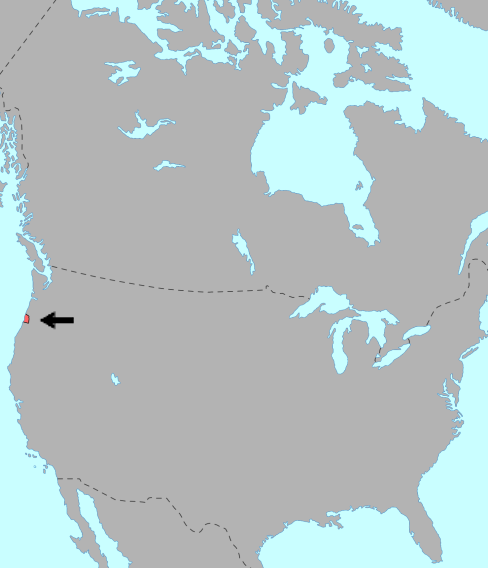
De oorspronkelijke verbreiding van Alsea

Alsea of Yakonan is de aanduiding voor twee nauw verwante talen, Alsea en Yaquina, die langs de kust van Centraal-Oregon werden gesproken. Onder meer de taalkundige Marianne Mithun beschouwt beide talen als varianten van een en dezelfde taal, maar wegens een gebrek aan bronnen is het moeilijk de precieze relatie tussen beide taalvarianten met zekerheid vast te stellen. Yaquina is voor het laatst geattesteerd in 1884 door James Owen Dorsey. De laatste bekende levensuiting van Alsea dateert uit 1942.
Sommige taalwetenschappers veronderstellen dat Alsea in de verte verwant is aan Siuslaw en Coos. Samen met deze talen is ze een mogelijk lid van de hypothetische superfamilie van de Penutische talen.